# غلر محمد تقي
غلر محمد تقي هي قرية في مقاطعة مشكين شهر، إيران. عدد سكان هذه القرية هو 118 في سنة 2006.